# La Salle County (Texas)
La Salle County je okres ve státě Texas v USA. K roku 2010 zde žilo 6 886 obyvatel. Správním městem okresu je Cotulla. Celková rozloha okresu činí 3 869 km².